# Жегини
Жегини — деревня в Кувшиновском районе Тверской области России. Относится к Большекузнечковскому сельскому поселению.
Находится к северо-востоку от Кувшиново, в 2 км к северо-западу от деревни Ново.
По переписи 2002 года постоянного населения нет. В деревне около десятка домов.

## История
Во второй половине XIX — начале XX века деревня Жегини (Жигини, Жигино) входила в Бараньегорскую волость Новоторжского уезда Тверской губернии. В 1884 году — 52 двора, 244 жителя
В 1940 году Жегини в составе Новского сельсовета Каменского района Калининской области.
В 1970-80-е годы жители деревни трудились в колхозе «Восход» (центральная усадьба в деревне Большое Кузнечково).